# Sul Goiano
Sul Goiano è una mesoregione dello Stato del Goiás in Brasile.

## Microregioni
È suddivisa in 6 microregioni:
- Catalão
- Meia Ponte
- Pires do Rio
- Quirinópolis
- Sudoeste de Goiás
- Vale do Rio dos Bois